# Saint-Jean-sur-Tourbe
Saint-Jean-sur-Tourbe és un municipi francès, situat al departament del Marne i a la regió del Gran Est. L'any 2007 tenia 109 habitants.

## Demografia

### Població
El 2007 la població de fet de Saint-Jean-sur-Tourbe era de 109 persones. Hi havia 48 famílies, de les quals 12 eren unipersonals (8 homes vivint sols i 4 dones vivint soles), 20 parelles sense fills i 16 parelles amb fills.
La població ha evolucionat segons el següent gràfic:
Habitants censats

### Habitatges
El 2007 hi havia 51 habitatges, 47 eren l'habitatge principal de la família, 3 eren segones residències i 1 estava desocupat. 50 eren cases i 1 era un apartament. Dels 47 habitatges principals, 40 estaven ocupats pels seus propietaris, 6 estaven llogats i ocupats pels llogaters i 1 estava cedit a títol gratuït; 3 tenien tres cambres, 7 en tenien quatre i 37 en tenien cinc o més. 34 habitatges disposaven pel capbaix d'una plaça de pàrquing. A 25 habitatges hi havia un automòbil i a 19 n'hi havia dos o més.

### Piràmide de població
La piràmide de població per edats i sexe el 2009 era:
| Homes | Edats   | Dones |
| ----- | ------- | ----- |
| 0     | 95 o +  | 1     |
| 0     | 90 a 94 | 0     |
| 1     | 85 a 89 | 2     |
| 1     | 80 a 84 | 2     |
| 5     | 75 a 79 | 6     |
| 4     | 70 a 74 | 2     |
| 1     | 65 a 69 | 2     |
| 1     | 60 a 64 | 2     |
| 1     | 55 a 59 | 0     |
| 5     | 50 a 54 | 1     |
| 6     | 45 a 49 | 6     |
| 7     | 40 a 44 | 6     |
| 5     | 35 a 39 | 6     |
| 1     | 30 a 34 | 1     |
| 1     | 25 a 29 | 2     |
| 5     | 20 a 24 | 0     |
| 6     | 15 a 19 | 5     |
| 3     | 10 a 14 | 3     |
| 3     | 5 a 9   | 3     |
| 1     | 0 a 4   | 2     |

## Economia
El 2007 la població en edat de treballar era de 69 persones, 56 eren actives i 13 eren inactives. De les 56 persones actives 54 estaven ocupades (32 homes i 22 dones) i 2 estaven aturades (2 dones i 2 dones). De les 13 persones inactives 4 estaven jubilades, 5 estaven estudiant i 4 estaven classificades com a «altres inactius».
Activitats econòmiques
Dels 5 establiments que hi havia el 2007, 1 era d'una empresa de construcció, 2 d'empreses de comerç i reparació d'automòbils i 2 d'empreses de serveis.
L'únic servei als particulars que hi havia el 2009 era una lampisteria.
L'any 2000 a Saint-Jean-sur-Tourbe hi havia 11 explotacions agrícoles.

## Poblacions més properes
El següent diagrama mostra les poblacions més properes.